# Blootland français
Le Blootland (du néerlandais bloot- (nu) et -land (pays), littéralement « le pays nu », par opposition au Houtland voisin) est une région naturelle française. Elle correspond à la partie de la plaine maritime flamande située en Flandre française, soit la partie nord du Westhoek français (qui correspond en grande partie à l'arrondissement de Dunkerque). La plaine maritime flamande quant à elle est une région topographique naturelle qui forme une longue bande côtière de plaine régulièrement plate, dont l'altitude est inférieure à 5 m pour l'essentiel, elle va de Sangatte dans le Pas-de-Calais jusqu'à l'Escaut occidental et Anvers en Belgique en passant par la Flandre zélandaise (une portion des Pays-Bas), le terme « Blootland » est donc fréquemment utilisé par les Flamands de France pour nommer des parties plus vastes de cette plaine.
Son nom se réfère au caractère plat et ouvert du pays, avec peu d'arbres à l'origine. Le territoire se trouve quasiment au niveau de la mer et même parfois quelques mètres au-dessous (aux Moëres, un polder). Le Blootland est une plaine maritime qui comporte quelques polders et un important réseau de canaux dont le débit doit être réglé en permanence. Elle est séparée de la mer du Nord par un rempart de dunes, dont une partie a disparu avec l'industrialisation de la côte. La bordure sud est tourbeuse par endroits.
Au XIIe siècle, les moines des abbayes, les comtes de Flandre et les communautés civiles ont fédéré leurs énergies pour assainir, assécher et coloniser de nouvelles terres, arrachées à l'eau. Ce système efficace prendra le nom de wateringue. La région fut le théâtre dès le XIXe siècle d'un trafic de contrebande lié au tabac belge.
Hors de l'agglomération et du port de Dunkerque, les champs labourés dominent le Blootland. Les cultures les plus importantes sont la betterave à sucre, le lin, le froment, l'orge, le pois fourrager et le colza. Les prairies occupent une faible part de la superficie.

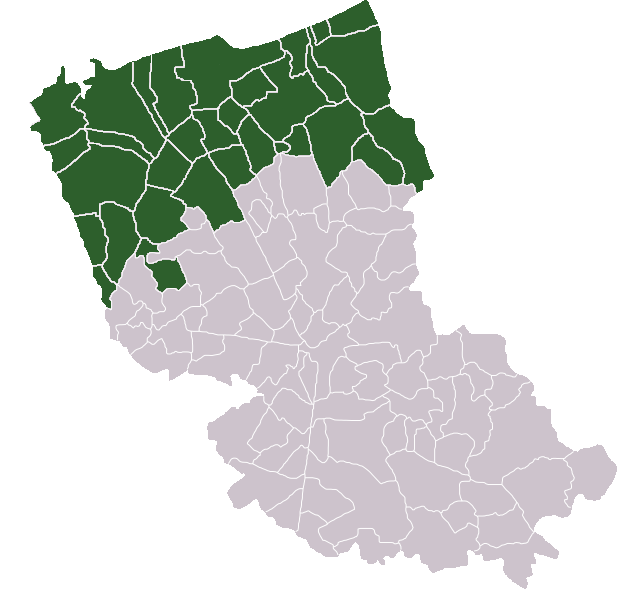
Ensemble des communes situées dans le Blootland

Les villes les plus importantes sont
- Bergues
- Bourbourg
- Bray-Dunes
- Coudekerque-Branche
- Dunkerque
- Gravelines
- Grande-Synthe
- Hondschoote
- Téteghem-Coudekerque-Village